# Route nationale 86 (Argentine)
Pour les articles homonymes, voir Route nationale 86.

La Ruta Nacional 86 est une route d'Argentine qui se trouve dans le nord de la province de Formosa et le nord-est de la province de Salta. Son parcours, parallèle au río Pilcomayo et donc à la frontière avec le Paraguay), compte 521 kilomètres. Il se déroule du sud-est au nord-ouest depuis son embranchement sur la route nationale 11 à Clorinda, jusqu'à la ville de Tartagal dans le département d'Oran, sur la nationale 34.
La section entre Clorinda et l'embranchement de la provinciale 22 (26 km à l'ouest de General Manuel Belgrano) est asphaltée. Plus loin vers l'ouest, la route est en terre.
À l'ouest de Puerto Irigoyen, la route est interrompue sur 212 km, puis continue au nord-est de la province de Salta, entre le hameau de Tonono et Tartagal, sur un secteur de 35 km en terre.
La route passe aux abords du parc national Río Pilcomayo, dont l'entrée se trouve dans la localité de Laguna Naick Neck, à 15 km au sud-est de Laguna Blanca.

## Localités traversées

### Province de Formosa
- Département de Pilcomayo : Clorinda (km 1291), Laguna Blanca (km 1345), Buena Vista (km 1362).
- Département de Pilagás : El Espinillo (km 1382), Misión Tacaaglé (km 1410).
- Département de Patiño : General Manuel Belgrano (km 1432), Villa General Güemes (km 1490), San Martín 2 (km 1545), Fortín Lugones (km 1571), Posta Cambio Zalazar (km 1608), Fortín Sargento Primero Leyes.
- Département de Bermejo : Lamadrid (km 1677)[1], Guadalcázar (km 1732).

### Province de Salta
- Département de General José de San Martín : Tonono (km 1982) et Tartagal (km 2017).